# Адольф Єбенс
Адольф Іванович Гебенс (Єбенс) (нім. Adolph Jebens; 19 березня 1819, Ельбінген, Рейнланд-Пфальц — 1888, Берлін) — німецький художник-портретист і баталіст.

## Біографія
Народився в Ельбінгені 19 березня 1819 року. Навчався спочатку в Берлінській художній академії, потім переїхав до Парижа, де вступив до учнів до Поля Делароша, потім стажувався в Італії. З 1842 жив у Данцизі і в 1844 перебрався в Росію.
У 1848 році вступив викладачем живопису до чоловічого та жіночого відділення малювальної школи Імператорського товариства заохочення мистецтв; з того ж часу пише ряд портретів на замовлення Власного кабінету Його імператорської величності: А. С. Строганова, С. С. Ланського, М. В. Огарьова та інших осіб, серед яких виділяється портрет імператора Миколи I (1853 рік), що зберігається в зібранні живопису Царскосельського музею-заповіднику.
Найбільшу популярність Гебенсу принесла велика серія полотен, присвячена російській армії: на 2006 їх відомо 137, причому ряд творів вважаються втраченими і відомі тільки за пізнішими літографіям. Значна кількість осіб, зображених цих картинах, атрибутовані. Картини були створені в період з кінця 1840-х років до 1863 року, коли Гебенс поїхав до Німеччини. Проте він і там продовжував працювати над своїми російськими військовими сюжетами аж до 1869 року. За ці роботи Імператорська академія мистецтв надала йому в 1861 році звання академіка. Роботи Гебенса зберігаються у Державному Ермітажі, Артилерійському музеї, меморіальному музеї А. Ст. Суворова, Російському музеї, Центральному Військово-медичному музеї та зборах імператорських палаців у Гатчині, Царському Селі та Петергофі.
У Берліні Йебенс до кінця свого життя мав репутацію майстерного портретиста, і його портрети зберігаються в багатьох музеях Німеччини та Польщі.
Помер 1888 року в Берліні.

## Роботи Гебенса

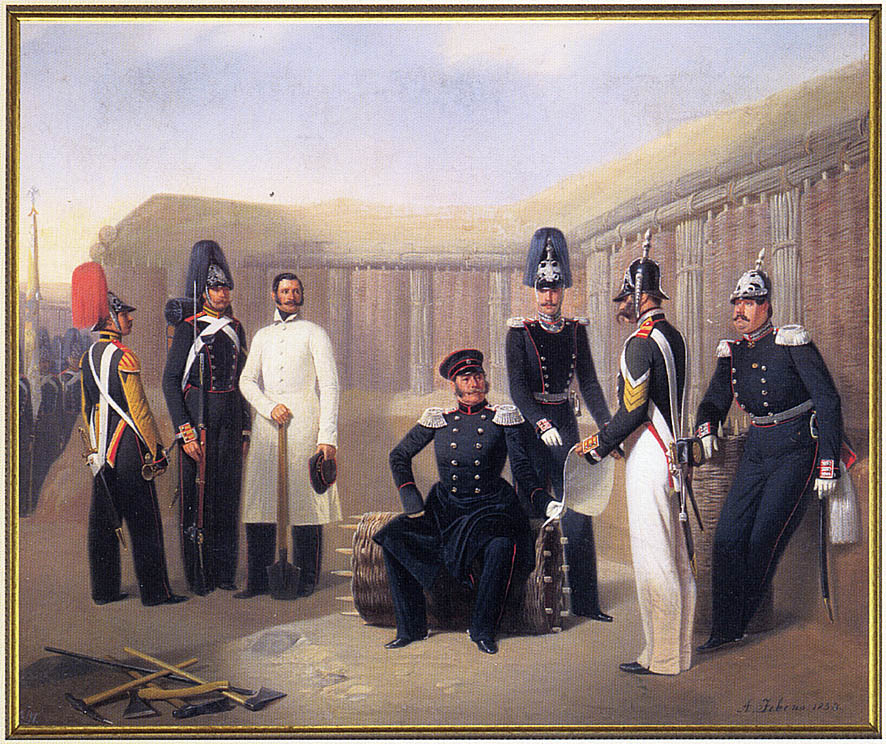
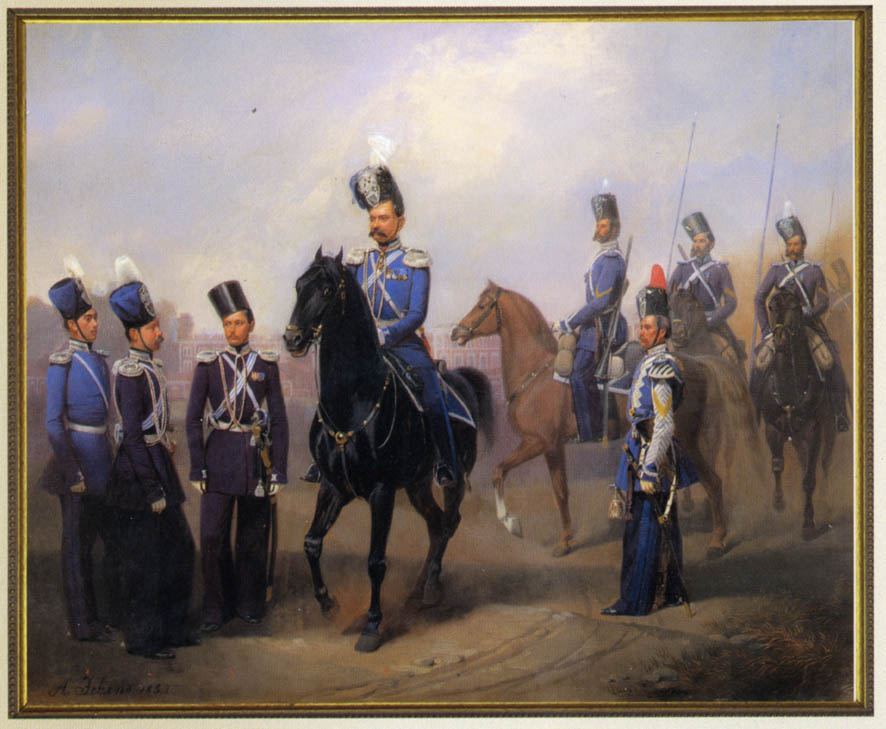
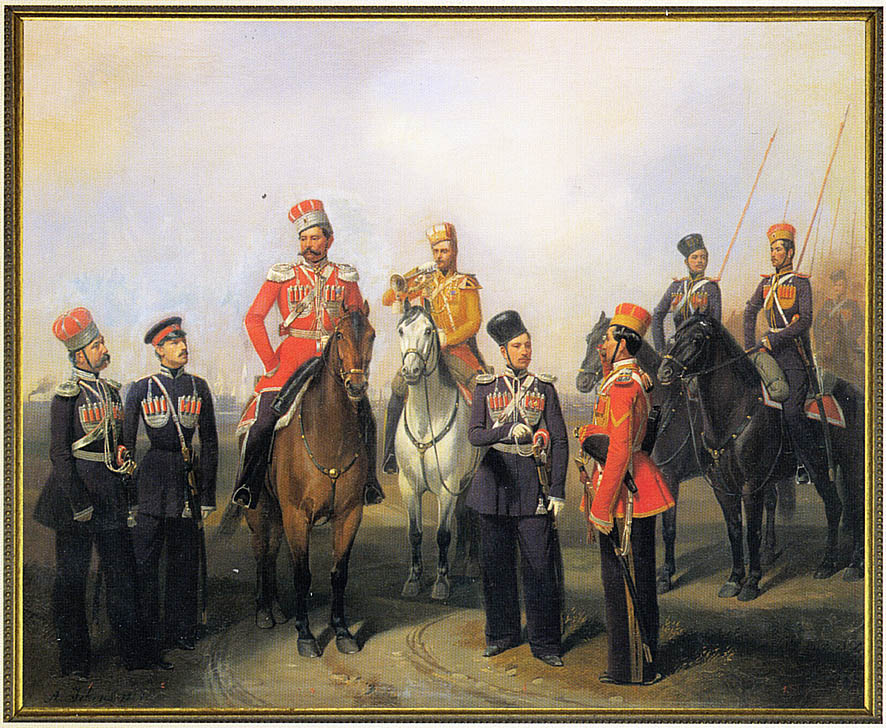
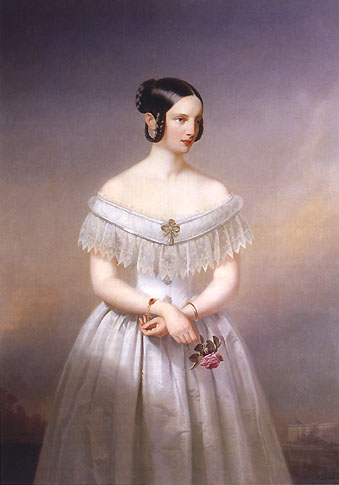
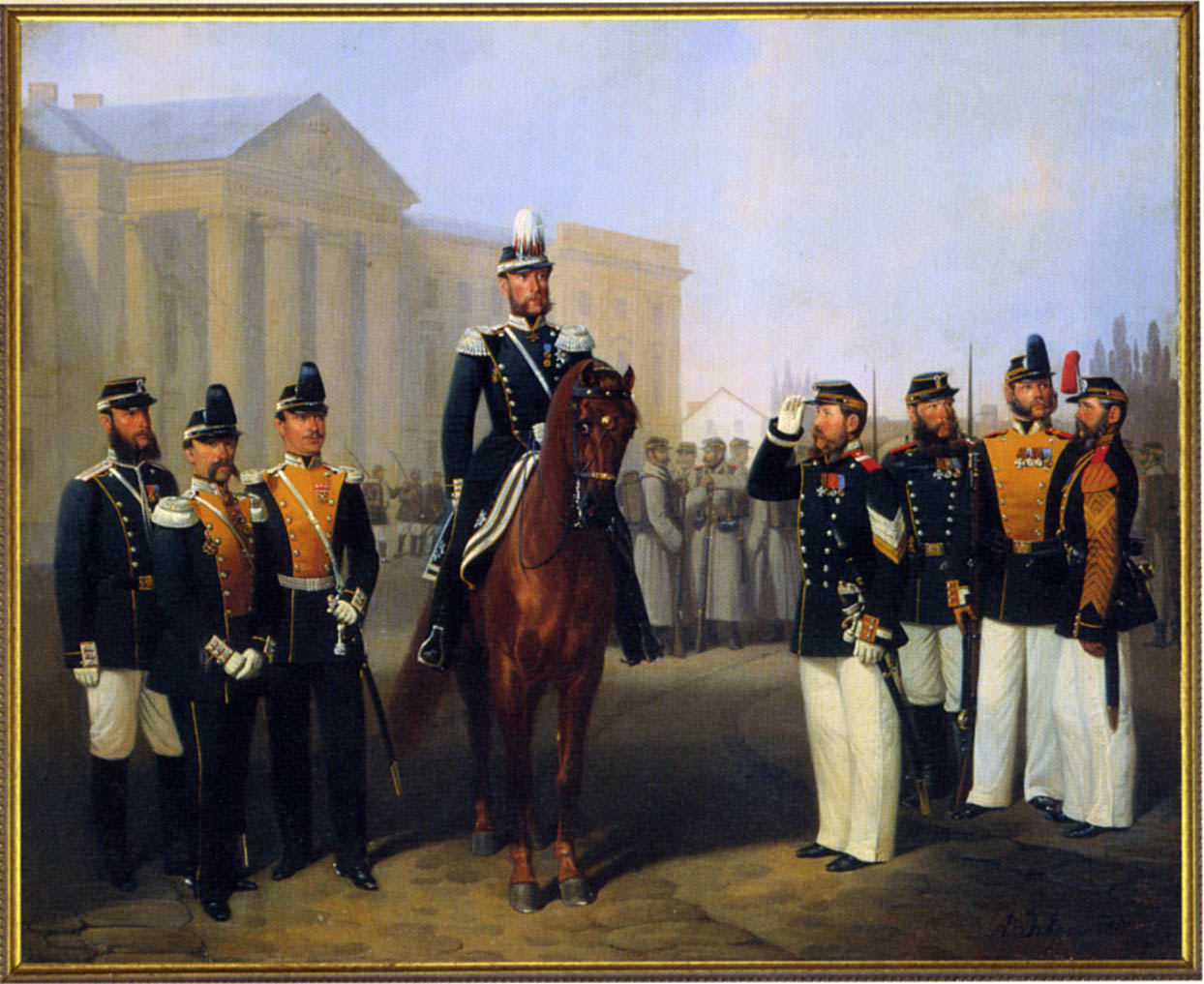
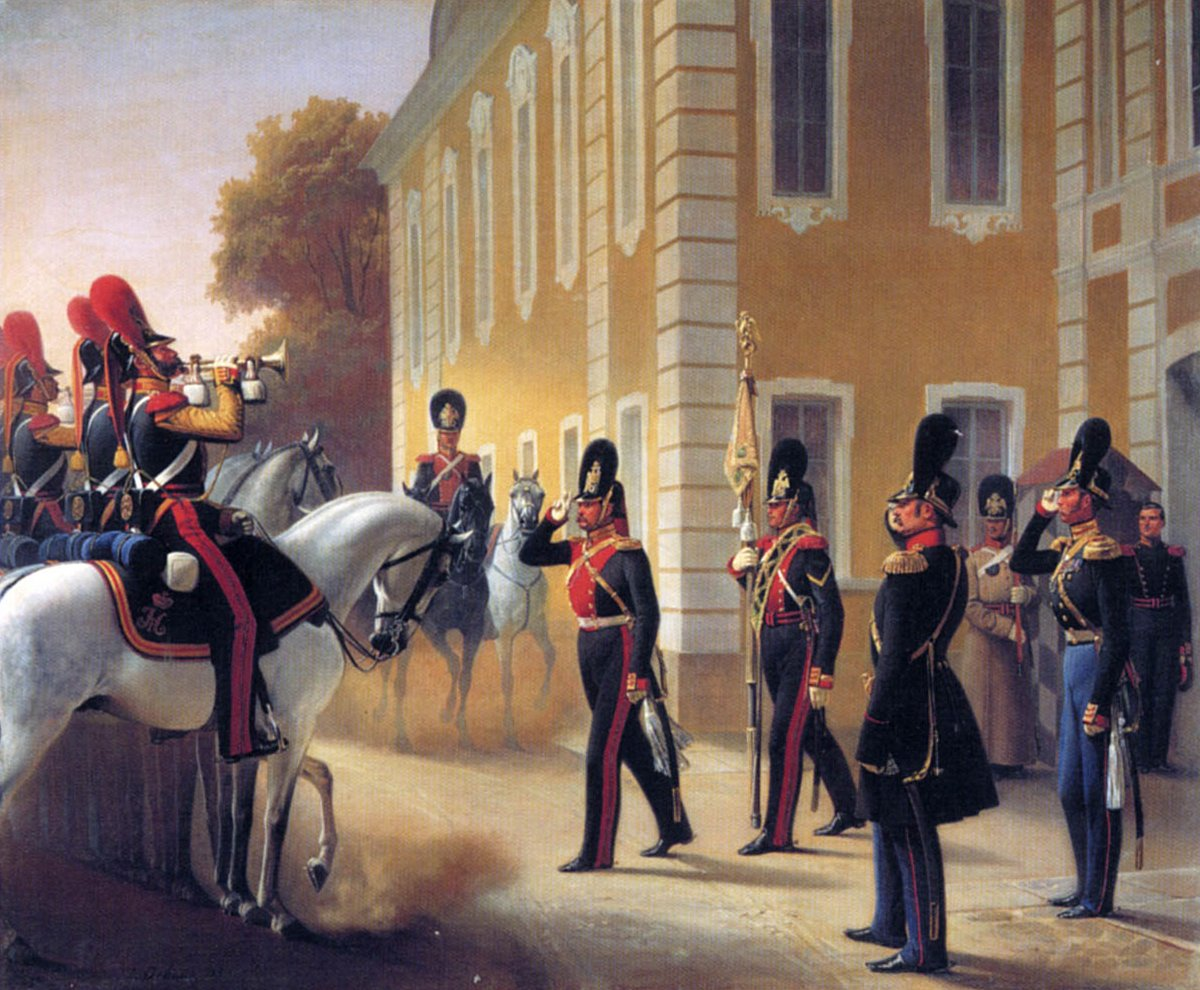